# Das Gesetz der Straße: Geständnisse der Mafia
Das Gesetz der Straße: Geständnisse der Mafia (Originaltitel: Mobster Confessions) ist eine US-amerikanische Krimi-Dokureihe des Senders Discovery Channel.

## Handlung
Einstige Mafia-Informanten der bekanntesten Mafia-Familien Amerikas, kommen aus dem Versteck, um über ihr früheres Leben bei der italo-amerikanischen Mafia zu berichten, während filmische Re-Kreationen ihre Geschichten veranschaulichen.

## Hintergrund
Die deutsche Erstausstrahlung erfolgte ab dem 25. April 2012 unter dem Titel Das Gesetz der Straße: Geständnisse der Mafia auf DMAX.

## Episodenliste
| Nr. | Deutscher Titel | Originaltitel       | Zusammenfassung | Erstausstrahlung USA |
| --- | --------------- | ------------------- | --- | -------------------- |
| 1   | Folge 1         | John Veasey         | Der einstige Capo von der Bruno-Familie aus Philadelphia namens John Veasey, berichtet von seiner Zeit bei der Mafia. | 9. Jan. 2012         |
| 2   | Folge 2         | Andrew DiDonato     | Der einstige Mobster von der Gambino-Familie aus New York City namens Andrew DiDonato, berichtet von seiner Zeit bei der Mafia.                                                                                               | 9. Jan. 2012         |
| 3   | Folge 3         | Frank Cullotta      | Der einstige assoziierte vom Chicago Outfit namens Frank Cullotta, berichtet von seiner Zeit bei der Mafia und der Zusammenarbeit mit Outfit-Mitglied Anthony „Tony the Ant“ Spilotro in Las Vegas.                           | 16. Jan. 2012        |
| 4   | Folge 4         | Frank Calabrese Jr. | Der einstige Chicago Outfit-Handlanger namens Frank Calabrese Jr., berichtet von seiner Zeit bei der Mafia. | 16. Jan. 2012        |
| 5   | Folge 5         | Bill Cutolo Jr.     | Der einstige Soldato der Colombo-Familie aus New York City namens William P. „Bill“ Cutolo Jr., berichtet von seiner Zeit bei der Mafia und seiner Rache des Mordes an seinem Vater und Underboss William „Wild Bill“ Cutolo. | 23. Jan. 2012        |
| 6   | Folge 6         | “Big Ron” Previte   | Der einstige korrupte Polizist, sowie Soldato von der Bruno-Familie aus Philadelphia namens Ronald „Big Ron“ Previte, berichtet von seiner Zeit bei der Mafia.                                                                | 23. Jan. 2012        |